# ピュアモルト
ピュアモルトは、1984年から三菱鉛筆が販売している筆記具。シャープペンシル、ボールペン、多色ボールペンなどの種類がある。軸にはサントリーのウイスキー樽を再生したオーク材が使われている。樹齢約100年のオークの木から50年ほどウィスキーの熟成に使われたオーク材が使われている。ただし、ペン先の視界が非常に悪かったり、キャップの内部振動が比較的大きかったりなど、賛否は分かれているシリーズ。

## ラインナップ
- ピュアモルト
  - ピュアモルト（油性ボールペン） 1000円＋税
  - ピュアモルト（シャープペンシル） 1000円＋税
  - ピュアモルト (ゲルインク)　500円＋税ピュアモルト　オークウッド・プレミアム・エディション
- ピュアモルト　オークウッド・プレミアム・エディション
  - ピュアモルト　オークウッド・プレミアム・エディション (油性ボールペン） 2000円＋税
  - ピュアモルト　オークウッド・プレミアム・エディション　ノック式    2000円＋税  (シャープペンシル）
  - ピュアモルト　オークウッド・プレミアム・エディション　ノック式　　2000円＋税 （ボールペン）
  - ピュアモルト　オークウッド・プレミアム・エディション　振り子式    3000円＋税　(3機能ペン）
  - ピュアモルト　オークウッド・プレミアム・エディション　振り子式　  5000円＋税　(4機能ペン）　　　　　　　　　　　　　　　　　　　　　　　　　　　　　　　　　　　　　　　　　　　　　　　　　　　　　　　　　　　　　　　　　　　　　　　　
  - ピュアモルト　3機能ペン　超・低摩擦　ジェットストリームインク搭載　1000円＋税
  - ピュアモルト　5機能ペン　オークウッド・プレミアム・エディション　超・低摩擦　ジェットストリームインク搭載　2000円＋税
- ピュアモルト　印鑑付
  - ピュアモルト　（印鑑付ボールペン）　2300円＋税
  - ピュアモルト　＜ネーム印＞　2000円＋税